# Parki w Sosnowcu
W 2010 roku Sosnowiec posiadał ponad 2.250 ha terenów zielonych w parkach, skwerach, strefach ochronnych, ogródkach działkowych i lasach.

## Parki Zabytkowe
| Nazwa                                                    | Powierzchnia [ ha ] | Rok założenia | Drzewa pomnikowe | Zabytek                       | Dzielnica / Lokalizacja                                      | Zdjęcie                       |
| -------------------------------------------------------- | ------------------- | ------------- | ---------------- | ----------------------------- | ------------------------------------------------------------ | ----------------------------- |
| 3 Park Sielecki (Park Muavego, Park Renardowski)         | 21,42               | 1835          | 9 (12)           | 641459 A/15/60 z 23.02.1980   | Sielec ul. Zamkowa, ul. Parkowa, ul. 3-go Maja               | Park Sielecki jesienią        |
| 2 Park Dietla (Park im. S. Żeromskiego)                  | 5,63; 6,13          | 1890          | 12 (13)          | 730680 A/1702/98 z 31.12.1998 | Pogoń ul. Żeromskiego, ul. Parkowa, ul. Orla                 | Park Dietla - fontanna        |
| 7 Park Mieroszewskich (Park Dworski)                     | 6,4 - 2,5           | 1790          | 4                | 641508 A/703/63 z 12.06.1963  | Zagórze ul. Dworska, ul. Braci Mieroszewskich, ul. Szpitalna | Park Dworski w Zagórzu        |
| 1 Park Schöna                                            | 5,6                 | 1885          | 10 (11)          | 641469 A/1241 z 10.04.198     | Środula ul. Zamkowa, ul. Parkowa, ul. 3-go Maja              | Park Schoena na Środuli       |
| 5 Park Schöna przy ul. 1 Maja                            | 1,0                 | 1903          | 3 (7)            | 641475 A/1370/88 z 10.02.1988 | Ostra Górka ul. Zamkowa, ul. Parkowa, ul. 3-go Maja          | Ogród pałacowy Pałacu Schoena |
| Zespół urbanistyczno-przyrodniczy w Ostrowach Górniczych | 2,0                 | 1875          | 5                | A/1271/81 + A/74/02           | Ostrowy Górnicze ul. Zamkowa, ul. Parkowa, ul. 3-go Maja     |                               |

## Pozostałe
| Nazwa (Nazwy przeszłe, Nazwy potoczne)                                       | Powierzchnia [ ha ] | Rok założenia / modernizacji       | Drzewa pomnikowe | Dzielnica                                                                           | Uwagi | Zdjęcie                                                      |
| ---------------------------------------------------------------------------- | ------------------- | ---------------------------------- | ---------------- | ----------------------------------------------------------------------------------- | ----- | ------------------------------------------------------------ |
| Park Tysiąclecia                                                             | 102                 | 1970 (2020)                        | -                | Milowice ul. Baczyńskiego, S86                                                      |       | Park Tysiąclecia, Milowice, Sosnowiec                        |
| Park Milowice ( Park z Kamieniem)                                            | 1,7; 2,5            | 1922                               | -                | Milowice ul. Szosowa, ul. Baczyńskiego                                              |       | Park Milowice Baczyńskiego                                   |
| Park im ks. J. Poniatowskiego                                                | 0,9                 | 1912                               | -                | Milowice ul. Studzienna, ul. Baczńskiego                                            |       | Park Poniatowskiego, Milowice                                |
| Ogród zabaw dziecięcych im. K. K. Baczyńskiego                               | 2,65                |                                    | -                | Milowice / osiedle Kalety ul. Bławatków, ul. Podjazdowa                             |       | Ogród Zabaw Dziecięcych Milowice oś. Kalety                  |
| Park Środula ( Górka Środulska)                                              | 27,5 (45)           | 1991                               | -                | Środula, Zagórze ul. Małe Zagórze, ul. 3-go Maja, ul. Blachnickiego, ul. Zaruskiego |       | Park Środula                                                 |
| Park Środula Okrzei                                                          | 3,3                 |                                    | -                | Środula / Konstantynów ul. Okrzei, ul. Piotrkowska                                  |       | Park Okrzei Środula                                          |
| Park im. porucznika pilota J. Fusińskiego (dawny Park im. L. Kruczkowskiego) | 4,32; 4,8           | 1935                               | -                | Stary Sosnowiec ul. Piłsudskiego, ul. Kresowa                                       |       | Park Bioróżnorodności                                        |
| Park Kępa                                                                    | 2,5                 |                                    | -                | Zagórze ul. Kępa, ul. Braci Mieroszewskich                                          |       | Park Kępa, Zagórze                                           |
| Park Zagórski                                                                | 1,4                 | 2020 ( w realizacji)               | -                | Zagórze ul. Rydza Śmigłego, ul. Gwiezdna, ul. 11-go listopada                       |       |                                                              |
| Park Niwka                                                                   | 4,0                 |                                    | -                | Niwka / osiedle Kalinowa ul. Kalinowa, ul. Wojska Polskiego                         |       |                                                              |
| Park im. J. Kuronia (dawny Park Leśna, Ośrodek Leśna)                        | 30                  | 1958(2006, 2012, 2016, 2019, 2020) | -                | Kazimierz ul. Armii Krajowej, ul. Kazimierzowska                                    |       | Park Leśna, Park Kuronia, Sosnowiec Kazimierz                |
| Park Harcerski ( Koła)                                                       | 4,32 (2,0?)         | 1964 (2012)                        | -                | Ostra Górka ul. Ostrogórska                                                         |       | Park Harcerski / Ostrogórska Sosnowiec                       |
| Park im. W. Malczewskiej ( Park w Klimontowie)                               | 2,29                |                                    | 2 1              | Klimontów ul. Dobrzańskiego-Hubala, ul. Kraszewskiego, ul. Zapolskiej               |       | Park Klimontów                                               |
| Park Jordanowski w Starym Sosnowcu                                           |                     |                                    | -                | Stary Sosnowiec ul. Mireckiego, ul. Piłsudskiego                                    |       |                                                              |
| Park im. W. Mazura                                                           | 1,67                | 2019                               | -                | Juliusz ul. Spadochroniarzy, ul. Minerów, ul. Czołgistów                            |       | Park Mazura, Sosnowiec                                       |
| Park Leśny                                                                   | 3,87                | 2020                               | -                | Niwka ul. Szybkowa, ul. Dybowskiego, ul. Kopalniana                                 |       | Ścieżka przyrodnicza Przyroda dla Sosnowcu przy Parku Leśnym |
| Park Wygoda                                                                  | 3,39                |                                    | -                | Modrzejów ul. Powstańców, ul. Wygoda                                                |       | Park Wygoda                                                  |

## Lasy
| Nazwa          | Powierzchnia[ ha ] | Dzielnica          |
| Las Zagórski   | 425                | Zagórze, Kazimierz |
| Las Maczkowski |                    | Maczki             |

## Rezerwaty i użytki ekologiczne
W 2010 roku UM Sosnowiec zakwalifikował 49 obszarów zielonych jako powierzchnie przyrodniczo cenne na terenie Sosnowca z planem ochrony:
- 10 jako zespół przyrodniczo-krajobrazowy[1]
- 28 jako użytek ekologiczny[1]
- 9 kwalifikowanych do ochrony przez plan zagospodarowania przestrzennego[1].

Na rok 2020 dwa z obszarów objęte są ochroną jako użytek ekologiczny w tym jeden jako obszar natura 2000:
| Nazwa (z aktu prawnego)           | Data utworzenia | Powierzchnia [ ha ] | Obowiązująca podstawa prawna wraz z oznaczeniem miejsca ogłoszenia aktu prawnego   | Lokalizacja (Obręb, Nr działki)                                                                    | Forma własności, rodzaj gruntów | Opis                    | Źródło danych |
| --------------------------------- | --------------- | ------------------- | ---------------------------------------------------------------------------------- | -------------------------------------------------------------------------------------------------- | ------------------------------- | ----------------------- | ------------- |
| Torfowisko Bory                   | 5/15/02         | 6,66                | Rozporządzenie Wojewody Nr 20/02 z 15.05.02 Dz. Urz. Nr 36/02 z 27.05.02 poz. 1317 | Maczki (Nadleśnictwo Siewierz oddziały: 187b oraz wschodni fragment wydzielenia 188a)              | działki Skarbu Państwa          | Torfowisko przejściowe  | [ 14 ]        |
| Śródleśne łąki w Starych Maczkach | 6/10/02         | 31,28               | Rozporządzenie Wojewody Nr 25/02 z 10.06.02 Dz. Urz. Nr 42/02 z 14.06.02 poz. 1457 | Maczki (Wspólnota Leśna Miasta Sławków) oznaczone numerami geodezyjnymi: 568 i 760 (obręb: Maczki) | działki prywatne                | Podmokłe łąki śródleśne | [ 14 ]        |